# Young Magazine
Young Magazine (jap. 週刊ヤングマガジン, Shūkan Yangu Magajin) ist ein japanisches Manga-Magazin, das sich an ein junges männliches Publikum richtet und daher zur Seinen-Kategorie gezählt wird. Es erscheint seit 1980 jeden Montag beim Verlag Kodansha. 2016 wurden 407.000 Exemplare des Young Magazine jede Woche abgesetzt.
Als Schwestermagazin erschien zunächst zweimal im Monat Bessatsu Young Magazine, ehe es 2009 durch das einmal im Monat herausgegebene Gekkan Young Magazine ersetzt wurde. Seit 2014 erscheint außerdem Young Magazine the 3rd.

## Serien (Auswahl)
- 3×3 Augen von Yūzō Takada
- Akira von Katsuhiro Otomo
- Be-Bop-Highschool von Kazuhiro Kiuchi
- Biomega von Tsutomu Nihei
- Boys Run the Riot von Keito Gaku
- Chobits von Clamp
- Coppelion von Tomonori Inoue
- Dragon Head von Minetaro Mochizuki
- Ghost in the Shell von Masamune Shirow
- Die Hexe und das Biest von Kōsuke Satake
- Higanjima von Kōji Matsumoto
- Initial D von Shūichi Shigeno
- Kiss×sis von Bow Ditama
- Kyō no 5 no 2 von Koharu Sakuraba
- Lili-Men von Takuma Tokashiki
- Prison School von Akira Hiramoto
- Sarah von Katsuhiro Otomo
- Saru Lock von Naoki Serizawa
- Das Selbstmordparadies von Katsuhiro Otomo
- Shinjuku Swan von Ken Wakui
- The Killer Inside von Hajime Inoryū und Shōta Itō
- Tobaku Mokushiroku Kaiji von Nobuyuki Fukumoto
- Das Tsugumi-Projekt von ippatu
- Under Ninja von Kengo Hanazawa
- Wangan Midnight von Michiharu Kusunoki
- With you and the Rain von Kō Nikaido
- ×××HOLiC von Clamp